# Triumph TR7 e TR8
La Triumph TR7 (acronimo di Triumph Roadster 7) è un'autovettura prodotta dalla casa automobilistica britannica Triumph dal 1975 al 1981. 
La versione della TR7 con motore più potente, nota come TR8, è stata invece prodotta dal 1978 al 1981.
Assemblata inizialmente a Liverpool, la produzione si spostò a Coventry nel 1978 e a Solihull nel 1980. Il modello è stato lanciato negli Stati Uniti nel gennaio del 1975, mentre sul mercato britannico debuttò nel maggio del 1976. Questo ritardo fu dovuto alla forte richiesta di TR7 dal mercato statunitense. La TR7 apparteneva alla categoria delle vetture sportive. La sicurezza era molto curata, con una robusta struttura scatolata che rinforzava i montanti del tetto e la scocca (di tipo portante, integrata nel telaio) a deformazione controllata.

## Il contesto

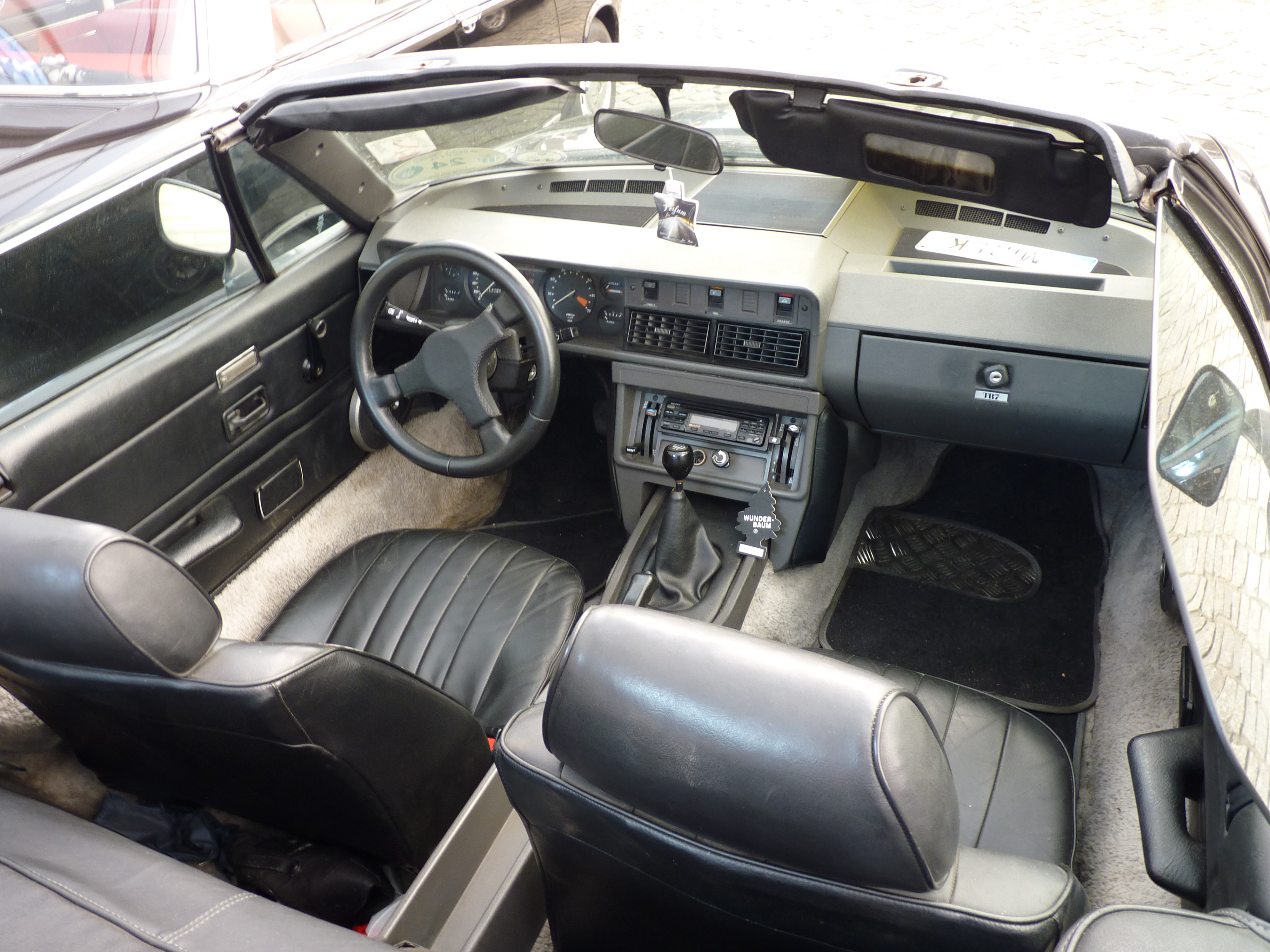
Gli interni

A metà degli anni settanta la British Leyland (di cui faceva parte la Triumph, raggruppata con Rover e Jaguar nella Special Division), avviò la progettazione di una sportiva totalmente nuova in grado di sostituire al contempo le MG B e le Triumph TR6. La linea della nuova vettura venne realizzata dallo stilista Harris Mann dello studio "Longbridge".
La crescente attenzione per la sicurezza, la congiuntura poco favorevole alle vetture sportive e la crisi finanziaria della BL, suggerirono di limitare lo sviluppo alla sola versione coupé a 2 posti. Se la meccanica non concedeva molto alle novità (a parte la sospensione posteriore a ruote indipendenti con doppi bracci), la linea era totalmente nuova e originale ed anche gli interni erano molto moderni, sebbene privi di qualsiasi riferimento alla tradizione Triumph, per questo la TR7 non viene considerata dagli appassionati appartenente alla gloriosa dinastia delle Triumph Roadster, poiché troppo è il distacco con le linee e gli interni classici.

## Caratteristiche tecniche
La TR7 aveva installato un motore a quattro cilindri in linea da 1998 cm³ di cilindrata e distribuzione monoalbero che erogava 105 CV di potenza (92 CV negli Stati Uniti). Questo propulsore, che era dotato di due valvole per cilindro, derivava da quello installato sulla Triumph Dolomite ed era montato anteriormente. La trazione era posteriore ed il cambio era manuale a quattro rapporti (la quinta marcia era però opzionale) oppure automatico a tre velocità. Le sospensioni erano a molle elicoidali. Erano installate, sia all'avantreno che al retrotreno, delle barre antirollio. I freni anteriori erano a disco, mentre quelli posteriori erano a tamburo. Ci fu l'intenzione di usare, sulla TR7, il motore a 16 valvole della Dolomite Sprint, ma l'idea non ebbe seguito.

## La linea

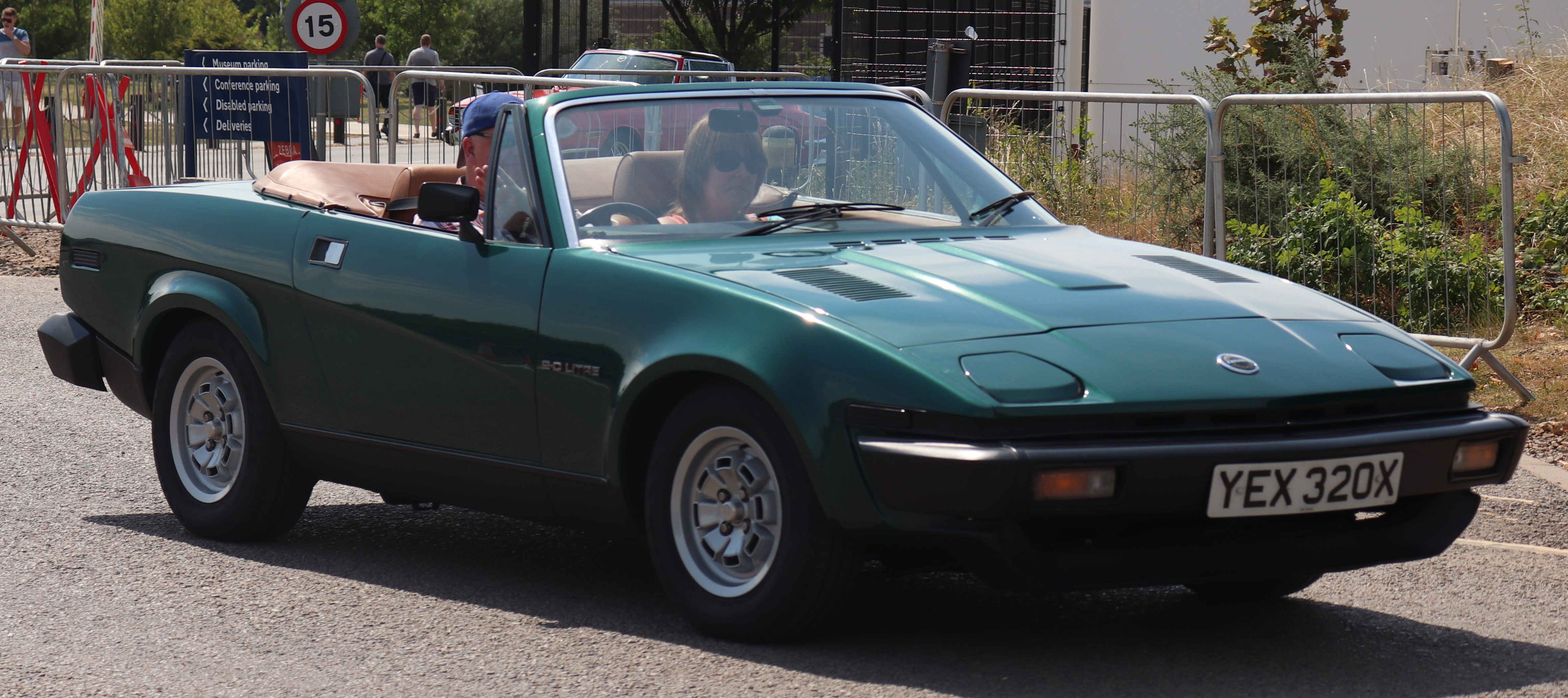
Una Triumph TR7 Roadster

La TR7 era caratterizzata da una forma a cuneo. La linea fu disegnata da Harris Mann, che progettò anche la simile Leyland Princess. La produzione della vettura partì nel 1976 ma non ebbe il successo sperato. Per correre ai ripari venne approntata una versione "Estate" ed un coupé quattro posti denominato "Lynx". Entrambe le versioni si fermarono allo stadio di prototipo definitivo, senza raggiungere la produzione di serie. Della "TR7 Estate" vennero costruiti alcuni esemplari dal carrozziere Crayford. L'ultimo "esperimento" fu di affidare un nuovo progetto a Giovanni Michelotti, il quale approntò la "TR7 Broadside", un Coupé 4 posti di piglio particolarmente sportivo e linea cuneiforme. In fase di realizzazione del prototipo, il bozzetto originale venne talmente stravolto da risultare irriconoscibile e, sostanzialmente, impresentabile. 
Quando nel 1979 venne presentata la versione roadster, molti pensarono ad un pronto riscatto del modello: eliminando il tetto la vettura risultava più elegante e moderna. Tuttavia quando venne avviata la commercializzazione in Europa (marzo 1980) era troppo tardi e anche la TR7 Roadster non ebbe il successo sperato.

## TR8

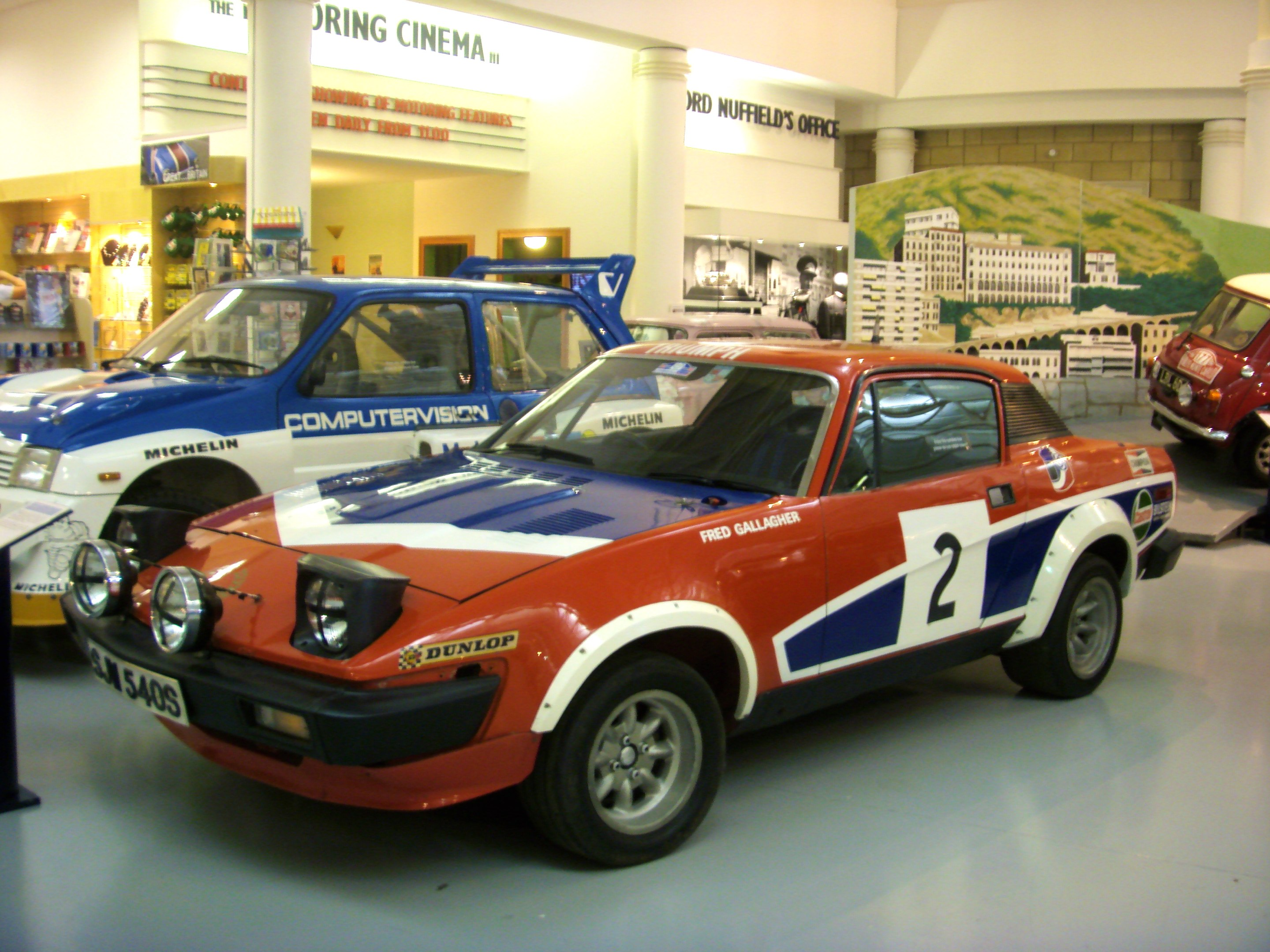
Una Triumph TR7 V8

Per il mercato statunitense, la Triumph realizzò una versione più potente della TR7, a cui diede il nome di "TR8". Essa montava un motore V8 Rover da 3528 cm³ di cilindrata che erogava 135 CV. Solo alcuni esemplari rimasero nel Regno Unito. Prodotta dal 1978 al 1981, aveva in dotazione un cambio manuale a cinque rapporti. Per le sue prestazioni, la TR8 fu soprannominata la "Corvette inglese".

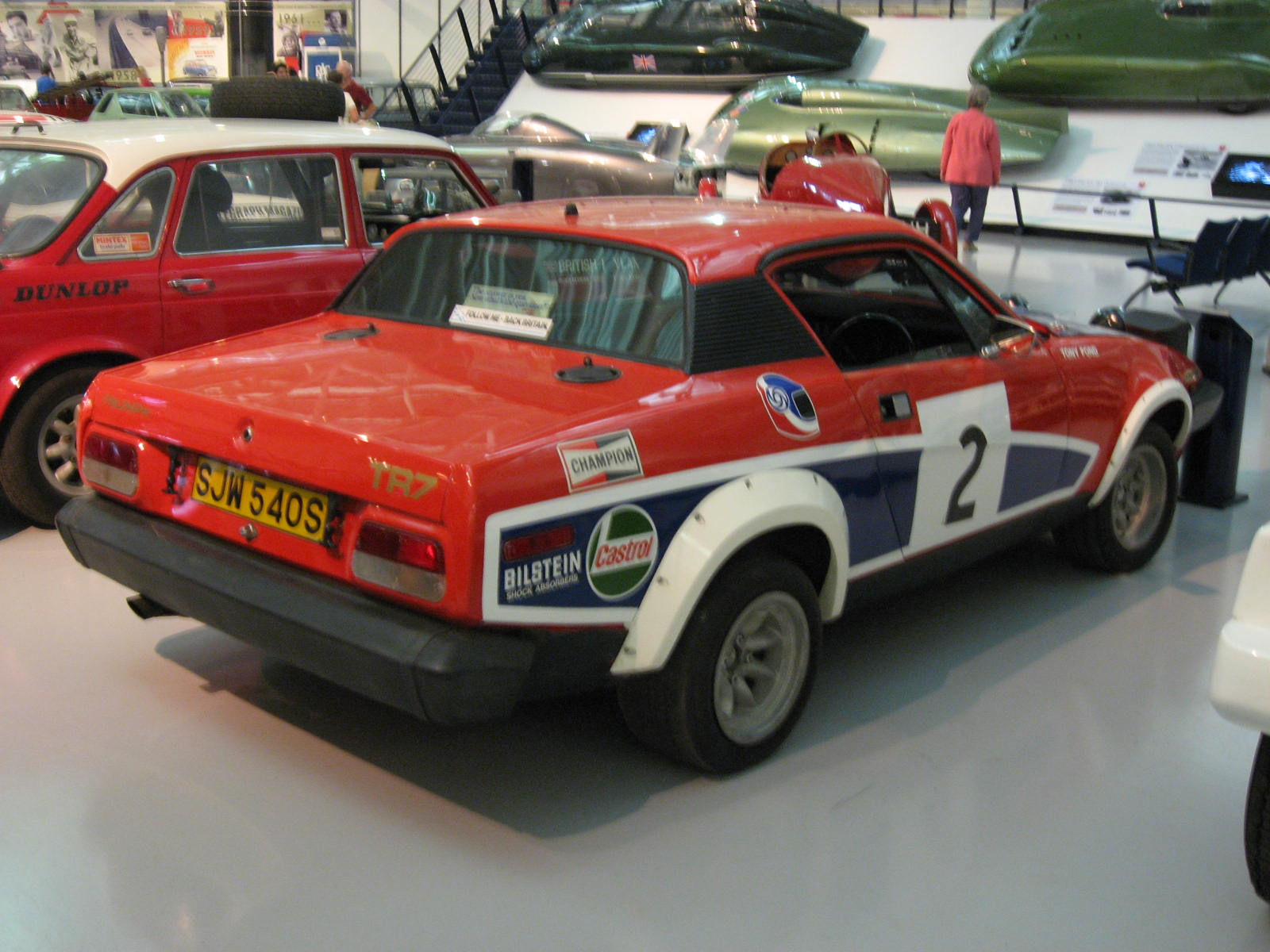
Una TR7 versione rally

## Le competizioni
La TR7 partecipò a gare di rally dal 1976 al 1980. Questi esemplari da competizione avevano installato il motore a 16 valvole della Dolomite Sprint. In seguito fu montato il propulsore V8 che successivamente sarebbe stato installato sulla TR8 (per distinguere i due modelli, le citate vetture da competizione furono denominate "TR7 V8"). Queste TR7 ebbero successo nelle gare disputate su macadam, ma faticarono ad imporsi sulle competizioni disputate sulla ghiaia. La TR8 vinse invece il rally di Ypres nel 1978 e nel 1980. Il pilota automobilistico che ebbe più successo con le TR7/TR8 fu Tony Pond.

## Gli esemplari prodotti
Della TR7, vennero prodotti 112.368 esemplari con tettuccio rigido e 28.864 modelli con carrozzeria aperta. Della TR8 furono invece assemblati 2.497 esemplari.

## Varianti mai prodotte

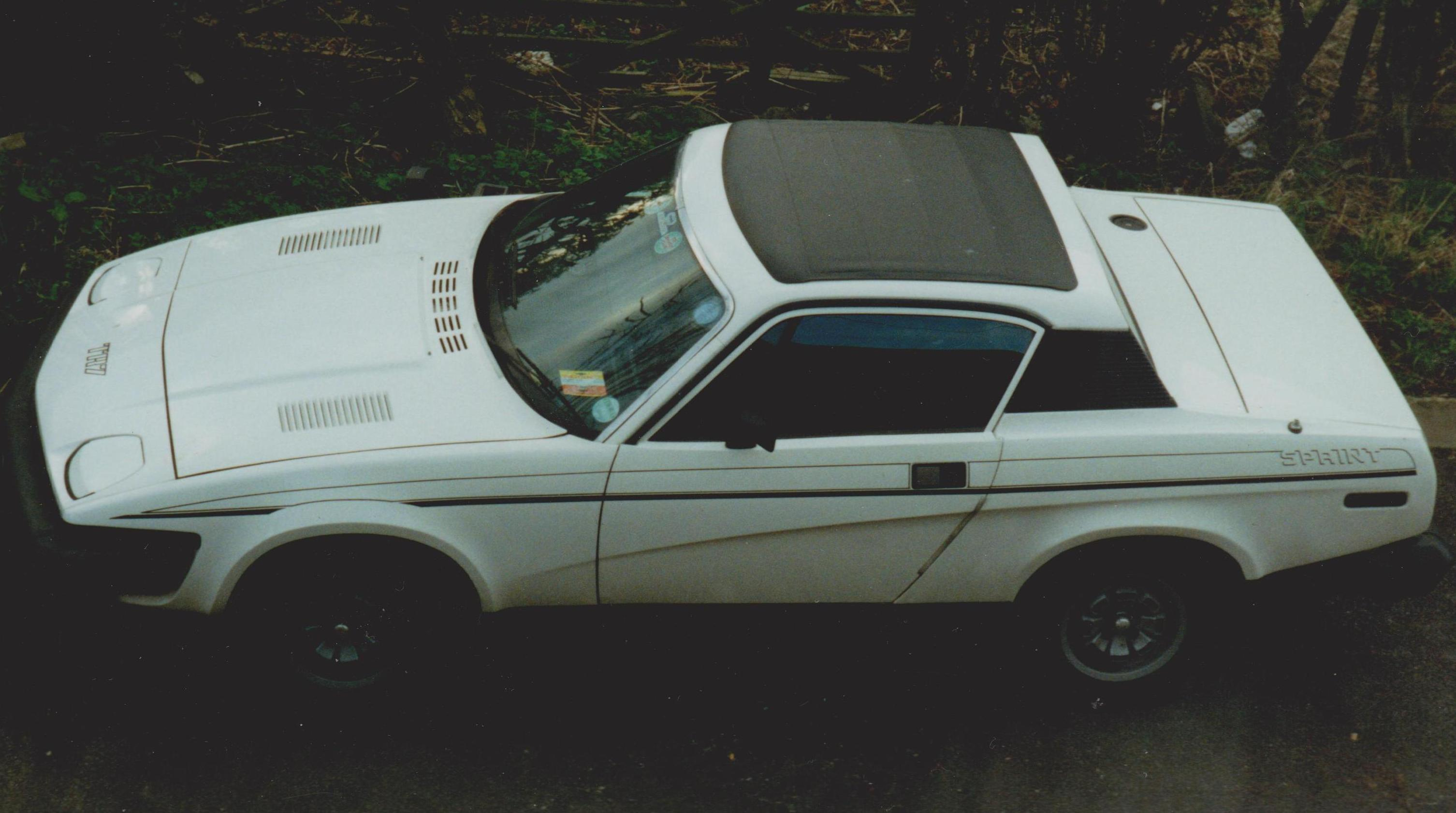
Una Triumph TR7 Sprint

### TR7 Sprint
Una variante della TR7 avente installato il motore a 16 valvole della Dolomite Sprint fu sviluppata dalla Triumph, ma non entrò mai in produzione di serie a causa dei problemi con il personale allo stabilimento di Speke. Della "TR7 Sprint", questo il suo nome, ne furono allestiti 62 esemplari. Il modello fu comunque omologato per le competizioni. Dopo l'acquisto, molti esemplari della TR7 originale furono convertiti dai clienti alle specifiche della TR7 Sprint.

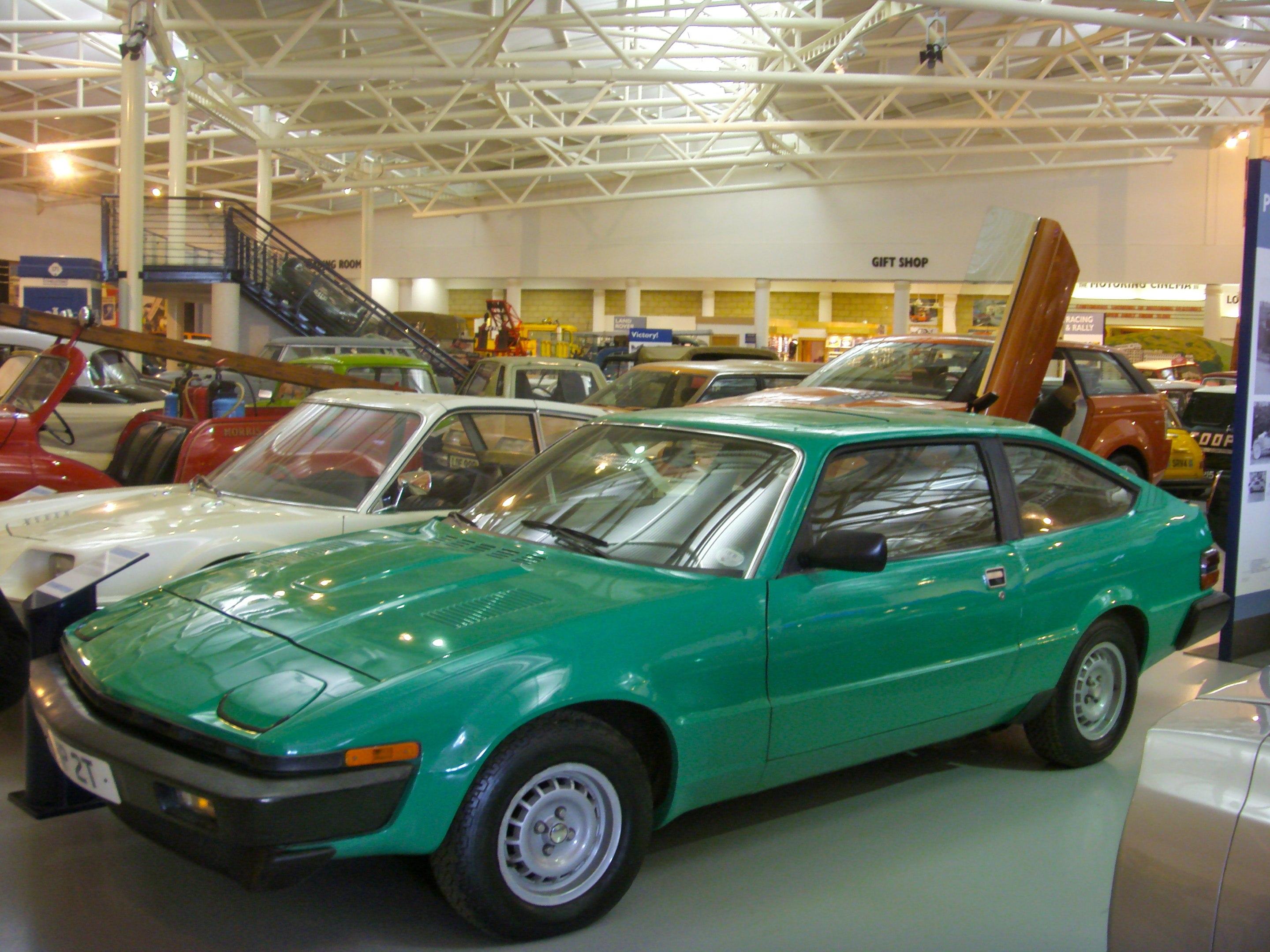
La Triumph TR7 Lynx

### Lynx

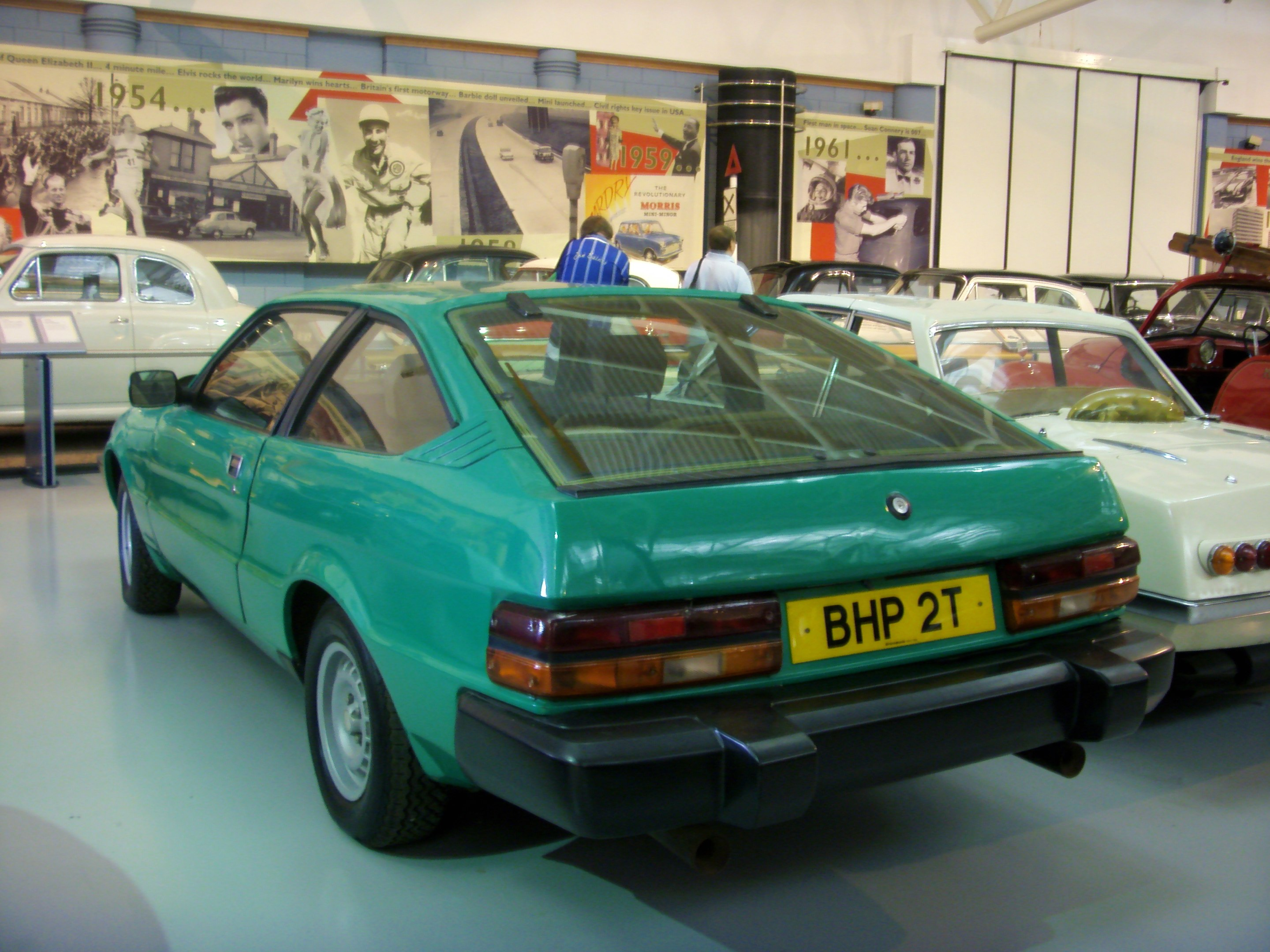
Vista posteriore

Durante il periodo di sviluppo della TR7, venne pianificata una versione fastback. Questa versione, denominata Lynx, aveva un passo più lungo di 300 mm rispetto alla TR7 standard, ed aveva installato il motore V8 Rover che sarebbe stato poi montato sulla TR8. Prevista per il 1978, non entrò mai in produzione di serie. Un esemplare di Lynx è conservato all'Heritage Motor Centre di Gaydon.

### Broadside
All'inizio del 1979 venne predisposto un progetto frutto della collaborazione tra la Triumph e la MG, il cui obiettivo era quello di produrre una vettura sport che si basasse sulla TR7. Il Project Broadside, questo il suo nome, concepì un modello con passo più lungo di 130 mm rispetto a quello della TR7. Il motore installato fu il già citato V8 Rover, mentre la carrozzeria era cabriolet o fastback. Già alla fine del 1979 il progetto venne cancellato per mancanza di fondi. Un esemplare di Broadside è conservato all'Heritage Motor Centre di Gaydon.

### MG Boxer
Durante il 1979, come esercizio di badge engineering, venne sviluppata una versione della TR7 avente marchio MG. Il nome del progetto era Boxer, e l'intento era quello di sostituire la MG B. Le maggiori differenze con la TR7 furono l'installazione della calandra tipica dei modelli MG, l'uso di fanali anteriori simili a quelli della Porsche 928 ed il montaggio di fari posteriori mutuati dalla Rover SD1. Il progetto fu poi interrotto perché il modello realizzato era troppo differente dalla TR7.